# George Rexstrew
George Rexstrew (* 6. Mai 1997 in London) ist ein britischer Schauspieler.

## Leben und Karriere
Rexstrew wurde am 6. Mai 1997 in London geboren. Er studierte an der London Academy of Music and Dramatic Art. Danach setzte er sein Studium an der Durham University fort. Sein Debüt gab er 2020 in dem Kurzfilm Still Here. Anschließend war Rexstrew 2023 in dem Kurzfilm Findhorn Case 31.08.18 zu sehen. 2024 bekam er in der Serie Dead Boy Detectives die Hauptrolle.

## Filmografie
- 2020: Still Here (Kurzfilm)
- 2023: Findhorn Case 31.08.18 (Kurzfilm)
- 2024: Dead Boy Detectives (Fernsehserie, 8 Episoden)